# Privilège urbain
Ne doit pas être confondu avec Charte de peuplement.

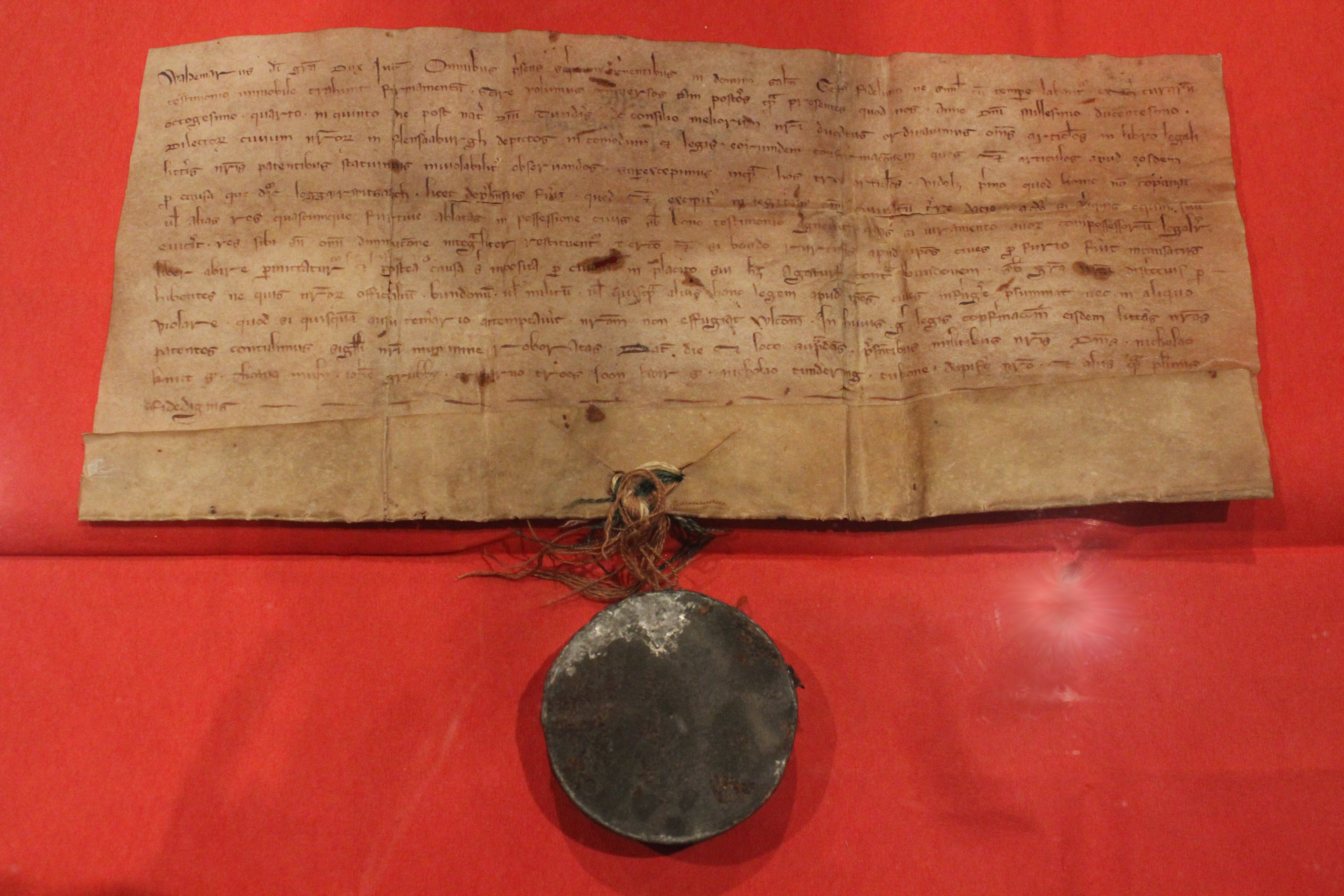
La charte de Flensburg (1284).

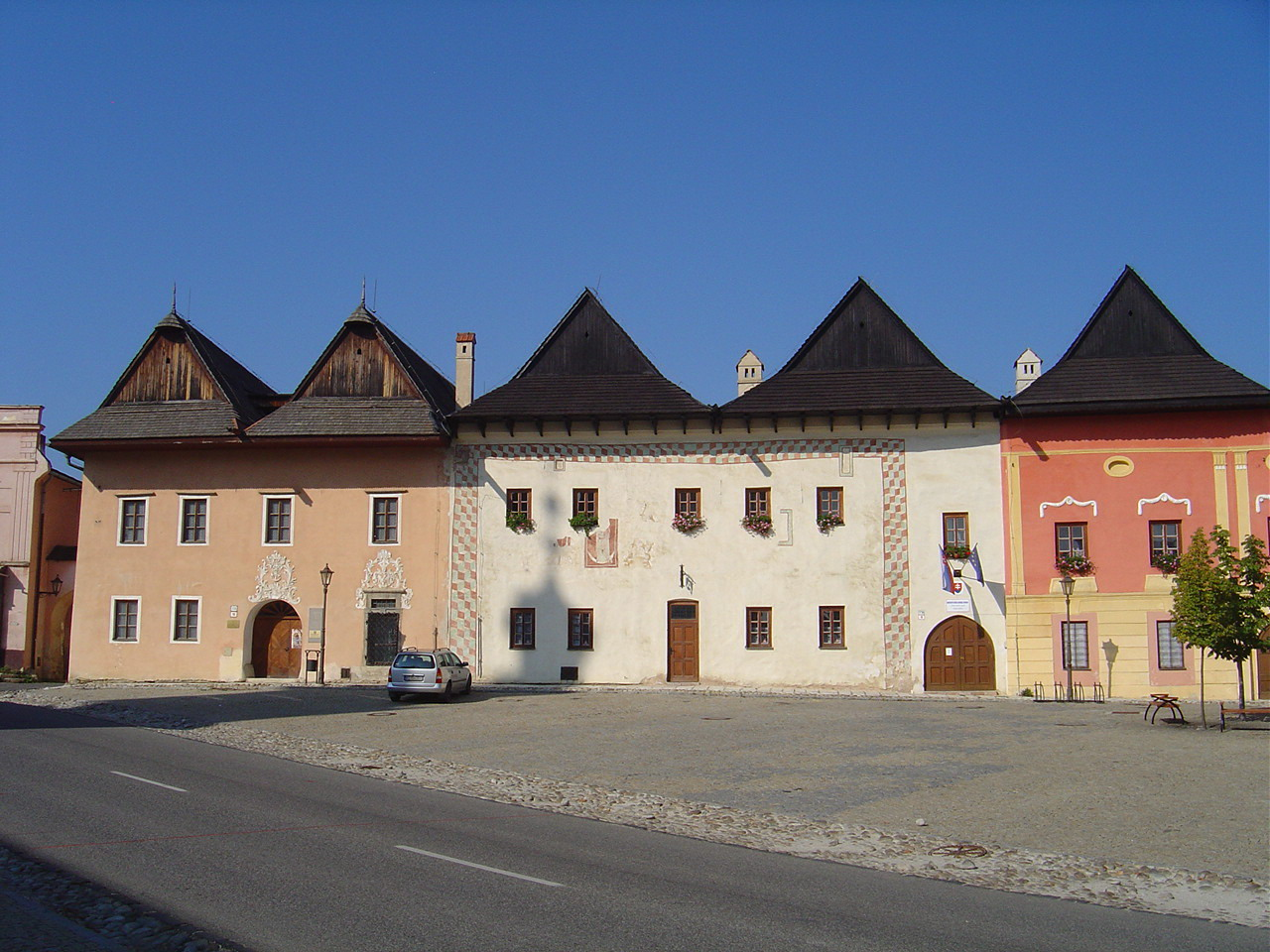
Marché médiéval de Spišská Sobota (actuel Poprad, Slovaquie). L'ancien nom de la ville signifiait littéralement « samedi à Spiš » et provenait du jour de la semaine lors duquel la ville était autorisé à organiser un marché.

Les privilèges urbains sont une forme de privilèges médiévaux qui sont une caractéristique importante de l'essor des villes européennes durant la majeure partie du deuxième millénaire.
Juridiquement, un ancien bourg se distinguait de la campagne par une charte accordée par le monarque au pouvoir et qui définissait les privilèges et le droit local. Les privilèges les plus courants impliquaient celui du commerce (droit de tenir un marché, d'entreposer les biens et denrées, notamment) et l'établissement de guildes. Certains de ces privilèges étaient permanents et pouvait impliquer qu'un bourg puisse prendre le titre de ville. Un certain degré d'autonomie administrative, la représentation au sein d'une diète et des exemptions fiscales pouvaient également être accordés.
Différents niveaux de privilèges urbains existaient. Ainsi, en Suède, une charte royale accordant un privilège urbain pouvait autoriser le commerce, mais n'autorisait pas le commerce vers l'étranger. Afin de pouvoir commercer à l'étranger, il fallait obtenir un droit d'étape.